# Hardeeville
Hardeeville is een plaats (city) in de Amerikaanse staat South Carolina, en valt bestuurlijk gezien onder Jasper County.

## Demografie
Bij de volkstelling in 2000 werd het aantal inwoners vastgesteld op 1793.
In 2006 is het aantal inwoners door het United States Census Bureau geschat op 1850, een stijging van 57 (3,2%).

## Geografie
Volgens het United States Census Bureau beslaat de plaats een oppervlakte van
11,1 km², geheel bestaande uit land. Hardeeville ligt op ongeveer 6 m boven zeeniveau.

## Plaatsen in de nabije omgeving
De onderstaande figuur toont nabijgelegen plaatsen in een straal van 24 km rond Hardeeville.